# 니시무코역
니시무코역(일본어: 西向日駅, にしむこうえき)은 일본 교토부 무코시에 있는 한큐 전철 교토 본선의 역이다. 역 번호는 HK-78이다.

## 역사
- 1928년 11월 1일: 신케이한 철도 다카쓰키초(현, 다카쓰키시 역) ~ 교토사이인 역(현, 사이인 역) 구간 연장과 동시에 니시무코마치역(일본어: 西向日町駅, にしむこうまちえき)으로 개업. 개통 초기에는 대피선이 존재했다.
- 1930년 9월 15일: 회사 합병으로 게이한 전기철도 신케이한 선의 역이 됨.
- 1943년 10월 1일: 회사 합병으로 게이한신 급행전철(현, 한큐 전철)의 역이 됨.
- 1949년 12월 1일: 신케이한 선이 교토 본선으로 노선명이 변경되어 당 노선이 됨.
- 1972년 10월 1일: 무코 정의 시제 제도 시행으로 니시무코역으로 역명 변경.
- 2013년 12월 21일: 역 번호 도입.

## 역 구조
상대식 승강장 2면 2선의 지상역이다. 분기기, 절대 신호를 갖지 않아 정류장으로 분류된다. 승강장 번호는 설정되지 않았다. 가와라마치 방면 승강장의 우메다 방향 4량분에는 지붕이 설치되지 않았다.
역사(개찰구)는 두 플랫폼의 가와라마치 쪽에 있고 각 승강장 사이는 지하도에서 연결된다. 이 지하도는 역의 양쪽을 잇는 일반 도로로서도 기능하고 있어, 길 중앙에 칸막이를 설치함으로써 역 구내 안팎이 분리되어 있다.

### 승강장
| 번호 | 노선        | 방향 | 행선                                                               |
| ---- | ----------- | ---- | ------------------------------------------------------------------ |
| 서측 | ■ 교토 본선 | 상행 | 가쓰라・아라시야마・가라스마・교토 방면                            |
| 동측 | ■ 교토 본선 | 하행 | 오사카 (우메다)・아와지・덴가차야・기타센리・고베・다카라즈카 방면 |

## 역 주변
- 교토 부 오토쿠니 종합청사
- 나가오카쿄 대극전 흔적
- 조도인 공원
- 무코 신사
- 무코 시 천문관
- 무코마치 경찰서
- 무코마치 우체국
- 무코 시립 가쓰야마 중학교
- 무코 시립 고요 초등학교
- 다키노마치 1・2초메(나가오카쿄시)

## 인접역
| 한큐 전철 ■ 교토 본선          | 한큐 전철 ■ 교토 본선 | 한큐 전철 ■ 교토 본선            |
| ------------------------------ | --------------------- | -------------------------------- |
| HK-77 나가오카텐진 우메다 방면 | ■ 준급 ■ 보통         | 히가시무코 HK-79 가와라마치 방면 |